# Тревосский маяк
Тревосский маяк (англ. Trevose Head Lighthouse) — маяк, расположенный на мысе Тревос в графстве Корнуолл, Великобритания.
Высота башни составляет 27 метров. Свет маяка виден в диапазоне 20 морских миль (37 км) от него, однако, в ясную ночь он может быть замечен более чем в 35 милях (56 км) от башни.